# 大川ダム (奄美市)
大川ダム（おおかわダム）は、鹿児島県奄美市、二級河川・大川水系大川に建設されたダム。

## 概要
名瀬中心部の南端、朝戸峠の西側にダムは位置している。奄美市大川ダム管理事務所がダムの管理をしている。元々、鹿児島県が県営畑地帯総合土地改良事業として1970年に着工し、1980年に完成させた大川ダムが存在したが、旧名瀬市が建設段階で上水道第5次拡張事業としてダムの拡張を計画し堤防を15.5m上げたものが現在の大川ダムである。

## ギャラリー

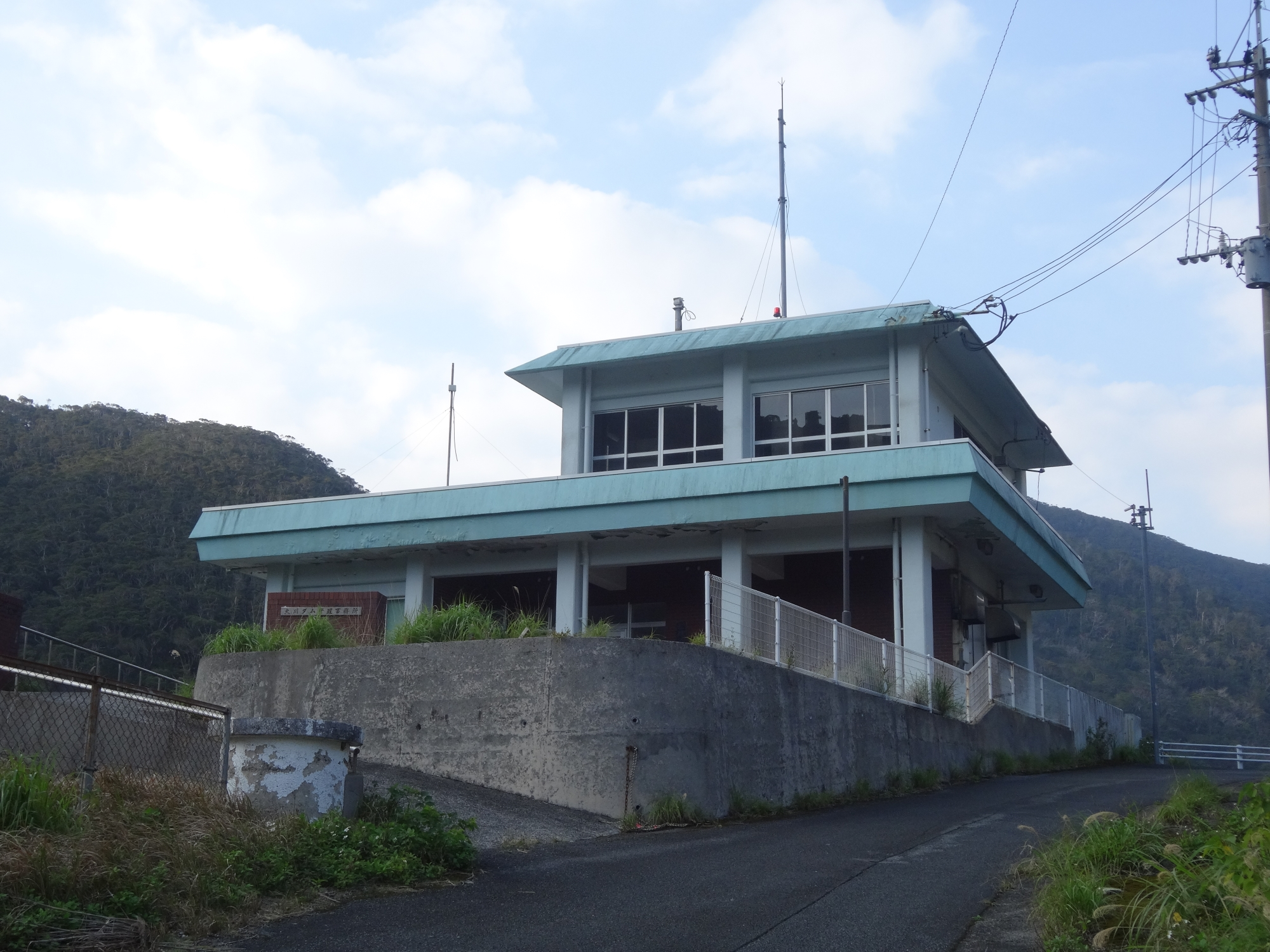
管理事務所
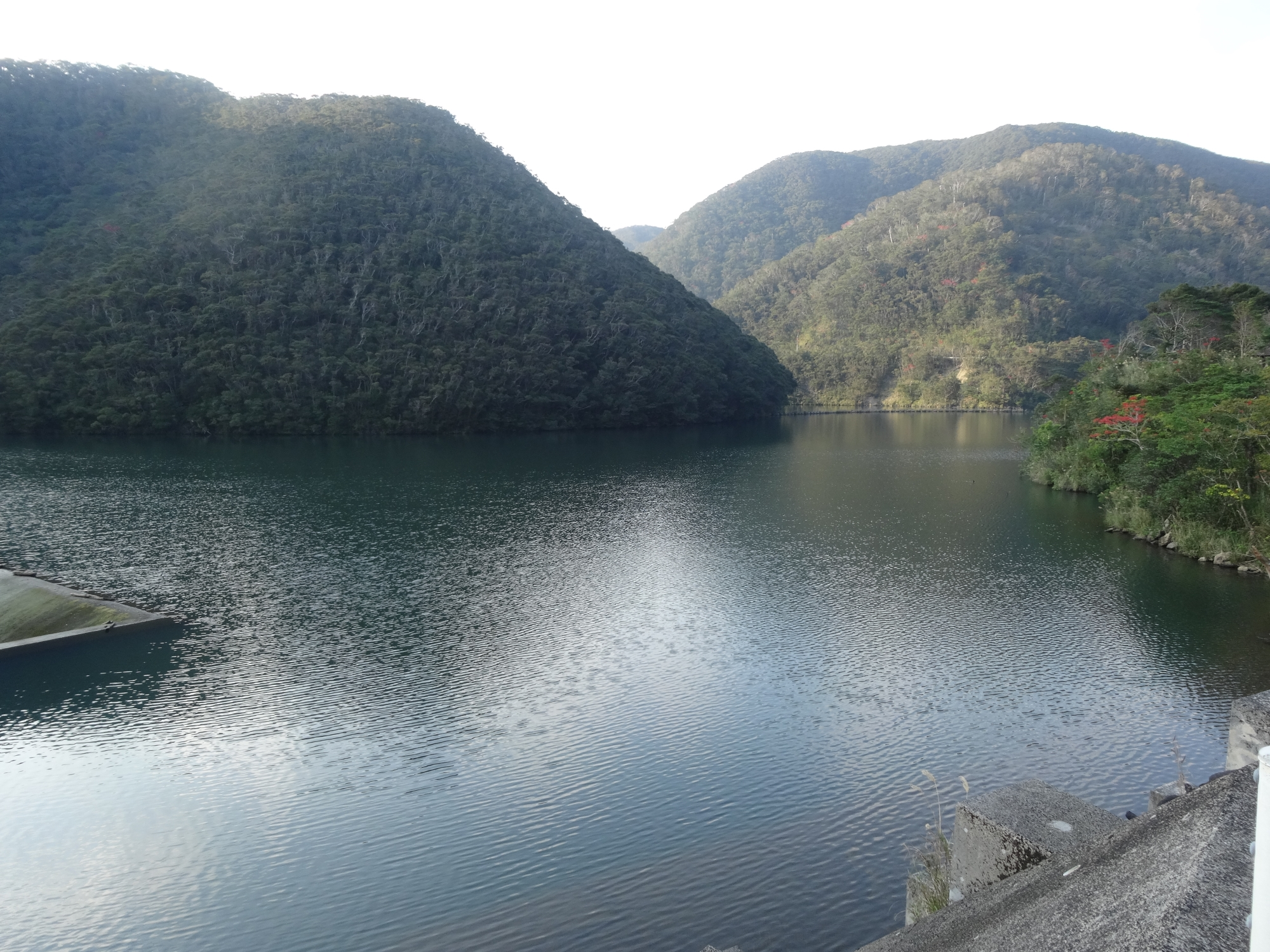
ダムの奥にある湖